# Dhalai
Dhalai is een district van de Indiase staat Tripura. In 2001 telde het district 307.417 inwoners op een oppervlakte van 2523 km².
Het district werd gevormd in 1995; voordien behoorde het gebied tot het district Noord-Tripura.
Dhalai · Gomati · Khowai · Noord-Tripura · Sipahijala · Unakoti · West-Tripura · Zuid-Tripura